# Chiesa di San Bartolomeo (Milano, 1864)
La chiesa di San Bartolomeo (in milanese gesa de San Bartolamee) è un luogo di culto cattolico di Milano, situato in via Moscova 6/8. È stata costruita nel 1864, in stile neorinascimentale, su progetto di Maurizio Garavaglia (1812-1874).

## Storia
L'attuale edificio prese il posto di una precedente chiesa dedicata a San Bartolomeo situata di fronte alla Porta Nuova medievale e demolita per consentire l'apertura di via Turati.
Fu sostituita dall'edificio attuale, il cui progetto fu affidato all'architetto Maurizio Garavaglia.

## Descrizione
La chiesa ricalca stilemi palladiani. Ospita alcune opere d'arte provenienti dalla chiesa demolita.
Fra le opere trasferite dal precedente edificio, è il monumento funebre in stile neoclassico al conte Karl Joseph von Firmian (1717-1782), ministro plenipotenziario della Lombardia austriaca, scolpito da Giuseppe Franchi (1731-1806). L'iscrizione specifica che il monumento fu restaurato nel 1815, dopo essere stato rimosso durante l'occupazione francese.